# 최도석
최도석(崔道碩, 1958년 6월 10일 ~ )은 대한민국 부산광역시의회 의원이다.

## 학력
- 동아고등학교
- 동아대학교

## 경력
- 당항포국민관광단지 조성사업 현장대리인, 토목부 과장
- 부산광역시 정책개발실 연구부장
- 부산광역시 지역문화관광축제조직위원회 위원
- 부산발전연구원 해양항만연구부 부장
- 부산발전연구원 동북아물류연구센터 센터장
- 부산발전연구원 선임연구위원
- 동아대학교 경영대학 관광경영학과 겸임교수
- 동아대학교 동북아국제대학원 겸임교수
- 낙동강유역환경청 사전환경성검토, 환경영향평가 자문위원
- 부산진해경제자유구역청 투자유치 자문위원
- 행정안전부 지방분권촉진위원회 실무위원
- 부산지방해양항만청 해양정책자문위원회 위원
- 해양경찰청 수상레저정책자문위원회 위원
- 부산광역시건축위원회 위원
- 국제심사위원회 위원
- 2018년 7월 1일 ~ 2022년 6월 30일: 제8대 부산광역시의회 의원

```
- 2018.07 ~ 2020.06 : 제8대 부산광역시의회 운영위원회 위원
- 2018.07 ~ 2020.06 : 제8대 부산광역시의회 예산결산특별위원회 부위원장
- 2018.07 ~ 2020.06 : 제8대 부산광역시의회 전반기 해양교통위원회 부위원장
- 제8대 부산광역시의회 시민중심 도시개발 행정사무조사 특별위원회 위원
- 2020.07 ~ 2022.06: 제8대 부산광역시의회 후반기 행정문화위원회 부위원장
- 2020.07 ~ 2022.06: 제8대 부산광역시의회 후반기 부의장
- 제8대 부산광역시의회 제4기 예산결산특별위원회 위원
```

- 2022년 7월 1일 ~ : 제9대 부산광역시의회 의원

```
- 2022.07 ~ 2024.06: 제9대 부산광역시의회 전반기 복지안전위원회 위원
- 2022.07 ~ 2024.06: 제9대 부산광역시의회 전반기 예산결산특별위원회 위원
- 2024.07 ~ : 제9대 부산광역시의회 후반기 해양도시안전위원회 위원장
```

## 역대 선거 결과
|  | 46.48% |

|  | 65.53% |